# 구축함지도자
구축함지도자(독일어: Führer der Zerstörer; F.d.Z. 퓌러 데어 체르슈퇴러[*])는 독일 전쟁해군의 보직 중 하나이다. 1939년 이후 모든 독일 해군의 구축함을 소관했다.
1939년 10월 26일 설치되어 그전까지 어뢰정지도자의 소관이었던 구축함을 자기 소관으로 분리해왔다. 1942년 4월 20일 어뢰정지도자직이 폐지되자 어뢰정지도자의 기존 임무와 소관을 모두 구축함지도자가 흡수했다. 1945년 5월 29일 폐지되었다.

## 역대 구축함지도자
총 7명의 구축함지도자가 있었다.
| 대수 | 성명                                 | 취임             | 퇴임             |
| ---- | ------------------------------------ | ---------------- | ---------------- |
| 1.   | 준제독(대령급) 프리드리히 본테       | 1939년 10월 26일 | 1940년 4월 10일  |
| 2.   | 주력함장(대령급) 에리히 바이         | 1940년 4월 10일  | 1940년 4월 14일  |
| 3.   | 초계함장(소령급) 알프레트 셰멜       | 1940년 4월 16일  | 1940년 5월 13일  |
| 4.   | 후방제독(1성장군) 에리히 바이        | 1940년 5월 14일  | 1943년 12월 26일 |
| 5.   | 주력함장 막스에카르트 볼프           | 1943년 11월 1일  | 1944년 1월 15일  |
| 6.   | 주력함장 테오도어 폰 마우헨하임 남작 | 1944년 1월 16일  | 1944년 2월 23일  |
| 7.   | 부제독(2성장군) 레오 크라이슈        | 1944년 2월 24일  | 1945년 5월 29일  |
| 8.   | 호위함장(중령급) 마르틴 잘츠베델     | 1944년 8월 27일  | 1944년 9월 21일  |